# Kōnan (Kōchi)
Kōnan (jap. 香南市 Kōnan-shi) – miasto położone w prefekturze Kōchi, w Japonii, na wyspie Sikoku.
Miasto utworzono 1 marca 2006 roku przez połączenie: miast Akaoka, Kagami, Noichi, Yasu oraz wsi Yoshikawa, wszystkich z powiatu Kami, który został rozwiązany w wyniku tego połączenia, a pozostała część powiatu połączona została tego samego dnia w nowe miasto Kami.

## Populacja
Zmiany w populacji Kōnan w latach 1970–2015:
| Rok  | Populacja |
| ---- | --------- |
| 1970 | 26 570    |
| 1975 | 26 649    |
| 1980 | 28 493    |
| 1985 | 30 272    |
| 1990 | 30 664    |
| 1995 | 31 481    |
| 2000 | 32 659    |
| 2005 | 33 541    |
| 2010 | 33 830    |
| 2015 | 32 979    |